# Pagan Kennedy
Pagan Kennedy (geboren 9. Juli 1962 in Maryland) ist eine US-amerikanische Autorin.

## Leben
Pagan Kennedy studierte bis 1984 American Studies an der Wesleyan University und bis 1988 an der Johns Hopkins University  bei John Barth. Nach dem Studium begann sie in New York als „unterbezahlte Schreibsklavin für alles“ bei Village Voice. Gordon Lish förderte ihre ersten literarischen Schreibversuche und druckte einen Text in seinem Avantgarde-Magazin The Quarterly.
Sie veröffentlichte in den späten 1980er und in den 1990er Jahren in der 'Zine-Szene hektografierte und selbstgedruckte Schriften in  Kleinauflagen. Das sei schnell gemacht:
write it off in a hurry, illustrate it yourself, lay it out yourself, then take it to a Xerox shop ... print it, and you'll have it out in two days.
Beim Verkauf auf der Straße bekam sie eine unmittelbare Rückmeldung. Eine Auswahl aus ihrem 'Zine Pagan's Head erschien 1995 als Buch und 2014 in einer Neuauflage. Das Technologie-Magazin Wired bezeichnete sie 1996 als Zine Queen.
Ihr Debütroman Spinsters (1995) kam 1996 auf die Shortlist des Orange Prize for Fiction. Kennedy hat seither zehn belletristische und Sachbücher veröffentlicht. Im Jahr 2002 wurde ihr Bericht über den Missionar William Henry Sheppard, der 1909 den Völkermord an den Kuba im Kongo aufdeckte, gedruckt.
Kennedy war Gastdozentin für Creative Writing am Dartmouth College und hielt Schreibkurse unter anderem am Boston College und der Johns Hopkins University. Sie vertritt die These, dass „jedermann ein Schreiber“ sein kann, wenn er das zum Ausdruck bringt,  was in ihm selbst ist, und sich darin übt, besser zu werden, was mit harter Arbeit verbunden ist.
Kennedy war 2012/13 Kolumnistin für „Who Made That“ bei der New York Times. Sie schreibt oder schrieb für The NYT Book Review, The Village Voice, Dwell, Details, Ms., Playboy, The Nation, Boston Magazine und The Boston Globe Magazine. Sie gilt als meinungsstark.
Unter ihren Auszeichnungen sind Stipendien und Fellowships des National Endowment for the Arts und des Smithsonian Institutes.
Kennedy lebt lieber in Somerville bei Boston als in New York City.

## Werke (Auswahl)
- Inventology : how we dream up things that change the world. Boston : Houghton Mifflin Harcourt, 2016
- Do Androids Dream of Electric Authors?, The New York Times, 14. Oktober 2011
- The Dangerous Joy of Dr. Sex and Other True Stories. Santa Fe: Santa Fe Writers Project, 2008
- The First Man-Made Man: The Story of Two Sex Changes, One Love Affair, and a Twentieth-Century Medical Revolution. New York, NY: Bloomsbury 2007
- Confessions of a Memory Eater. Wellfleet, Mass.: Leapfrog Press, 2006
- Black Livingstone: A True Tale of Adventure in the Nineteenth-Century Congo. New York : Viking, 2002
- The Exes. New York : Simon & Schuster, 1998
- Pagan Kennedy's Living: Handbook for Ageing Hipsters. New York: St. Martin's Griffin, 1997
- Zine: How I Spent Six Years of My Life in the Underground and Finally...Found Myself...I Think. St. Martin's Press, 1995 ISBN 0-312-13628-5 (Chicago : Santa Fe Writer's Project, 2014)
- Spinsters. New York : High Risk, 1995
  - Späte Mädchen : Roman. Aus dem Engl. von Angela Praesent. Reinbek bei Hamburg: Rowohlt 1997
- Platforms: A Microwaved Cultural Chronicle of the 1970s. New York: St. Martin's Press, 1994
- Stripping and other stories. New York: High Risk Books, 1994
- Elvis's Bathroom. Kurzgeschichten. 1989